# مات دوهرتي
مات دوهرتي (بالإنجليزية: Matt Doherty)‏ هو ممثل أمريكي، ولد في 22 يونيو 1978 في هارفي في الولايات المتحدة.

## أعمال

### أفلام
- (1990) وحيد في المنزل[3][4][5]
- (2012) آرغو

## وصلات خارجية
- مات دوهرتي على موقع IMDb (الإنجليزية)
- مات دوهرتي على موقع ألو سيني (الفرنسية)
- مات دوهرتي على موقع أول موفي (الإنجليزية)
- مات دوهرتي على موقع قاعدة بيانات الأفلام السويدية (السويدية)
- مات دوهرتي على موقع قاعدة بيانات الفيلم (الإنجليزية)
- مات دوهرتي على موقع كينوبويسك (الروسية)